# Marcel Remacle (stripauteur)
Marcel Remacle ofwel Ted Smedley (Namen, 16 januari 1926 - Andenne, 16 december 1999) was een Belgische striptekenaar die vooral bekend werd om zijn reeksen Ouwe Niek & Zwartbaard en Hultrasson, die destijds werden gepubliceerd in het weekblad Robbedoes.

## Biografie
Voor hij begon als stripauteur was Remacle nog actief als dameskapper. Hij tekende samen met de scenaristen Vicq, Maurice Tillieux en Marcel Denis drie albums van de reeks Hultrasson, van 1964 tot 1968, totdat die reeks werd overgenomen door Vittorio Leonardo. Zijn bekendste creatie was de reeks Ouwe Niek & Zwartbaard, die hij tekende van 1958 tot eind de jaren 80, toen hij met pensioen ging. Er verschenen 26 albums.
Remacle stond bekend als iemand met een sarcastische humor die de publiciteit meed. Na zijn pensioen maakte hij zelf nog een tekenfilm gebaseerd op een avontuur van Ouwe Niek & Zwartbaard.
- Bibliothèque nationale de France: cb11921452v (data)
- International Standard Name Identifier: 0000 0000 0476 3874
- Library of Congress Control Number: n89613394
- Nationale Bibliotheek van Tsjechië: xx0247956
- Nederlandse Thesaurus van Auteursnamen: 069112495
- RKD-Nederlands Instituut voor Kunstgeschiedenis: 93909
- Système universitaire de documentation: 224799258
- Virtual International Authority File: 17228553
- WorldCat: E39PBJgCP9MCGGDBDx9TXVrTHC